# Teutoburgium Pitbulls
I Teutoburgium Pitbulls sono una squadra di football americano, di Dalj (villaggio del comune di Erdut), in Croazia; fondati nel 2009, hanno vinto un CroBowl.

## Dettaglio stagioni

### Tornei nazionali

#### Campionato

##### CFL
| Stagione | regular season | regular season | regular season | regular season | regular season | regular season | playoff | playoff | playoff | playoff | playoff | playoff   | playoff        |
|          | Vin            | Par            | Per            | Tot            | PF             | PS             | Vin     | Per     | Tot     | PF      | PS      | risultato | avversaria     |
| -------- | -------------- | -------------- | -------------- | -------------- | -------------- | -------------- | ------- | ------- | ------- | ------- | ------- | --------- | -------------- |
| 2010     | 4              | 0              | 2              | 6              | 79             | 110            | 1       | 0       | 1       | 6       | 0       | Campioni  | Zagreb Thunder |
| Totale   | 4              | 0              | 2              | 6              | 79             | 110            | 1       | 0       | 1       | 6       | 0       |           |                |

Fonti: Enciclopedia del Football - A cura di Roberto Mezzetti

### Riepilogo fasi finali disputate
| Anno             | Luogo | Evento | Fase del torneo | Incontro                               | Risultato |
| 28 novembre 2010 |       | CFL    | CroBowl         | Zagreb Thunder - Teutoburgium Pitbulls | 0 - 6     |

## Palmarès
- 1 CroBowl (2010)